# Жовтець сербський
Жовтець сербський (Ranunculus serbicus, syn. Ranunculus kladnii Schur) — вид квіткових рослин з родини жовтецевих (Ranunculaceae).

## Біоморфологічна характеристика
Багаторічна трав'яниста рослина 10–20(30) см заввишки. Суцвіття небагатоквіткове; квітки великі, жовті, 2–3 см в діаметрі.

## Поширення
Росте у Європі (Албанія, Болгарія, Греція, Румунія, Україна, Боснія і Герцеговина, Чорногорія, Македонія, Сербія).
В Україні вид росте на полонинах — у Карпатах.